# Keizō Obuchi

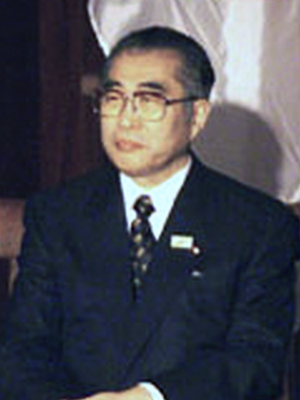
Keizō Obuchi (1999)

Keizō Obuchi (jap. 小渕 恵三, Obuchi Keizō; * 25. Juni 1937 in Nakanojo, Gunma; † 14. Mai 2000 in Bunkyō, Tokio) war ein japanischer Politiker, der von 1998 bis 2000 Vorsitzender der Liberaldemokratischen Partei (LDP) und vom 30. Juli 1998 bis zum 5. April 2000 der 54. Premierminister Japans war.

## Leben
Geboren in Nakanojo in der Präfektur Gunma als Sohn des Unterhausabgeordneten Mitsuhei Obuchi, wechselte er mit 13 Jahren auf eine Mittelschule in Tokio. 1958 schrieb er sich, in der Hoffnung, Autor zu werden, bei der Waseda-Universität in der Abteilung für englische Literatur ein. Als sein Vater im selben Jahr starb, beschloss er in seine Fußstapfen zu treten und wechselte in die Abteilung für politische Wissenschaften. Er schloss das Studium 1962 mit dem Bachelor-Grad ab.
Keizō versuchte kurzzeitig in Waseda den Master-Grad zu erwerben, doch er ging auf Reisen, weil er sich dachte, dass er so mehr lernen würde. Zwischen Januar und September 1963 besuchte er 38 Länder, umsegelte die Welt komplett und nahm sonderbare Arbeiten an. In den Vereinigten Staaten traf er Robert F. Kennedy in den Geschäftsräumen der Generalanwaltschaft.
Nach eigenen Angaben inspiriert von seinem Gespräch mit Kennedy, kandidierte er nach dem Tode seines Vaters für dessen Sitz im Unterhaus und wurde 1963 gewählt, was ihn mit 26 Jahren zum jüngsten Abgeordneten in der japanischen Geschichte machte. 1979 wurde er im 2. Kabinett Ōhira Leiter des Büros des Premierministers sowie der Behörde für die Entwicklung Okinawas, sein erster Ministerposten. Er diente dort für acht Monate. 1987 wurde er im Kabinett Takeshita Chefkabinettssekretär. Berühmt wurde er zwei Jahre später, nach dem Tod von Kaiser Hirohito, als er öffentlich den Namen der neuen Ära Heisei ansagte.
1991 wurde er Generalsekretär der LDP und 1994 Vizepräsident. 1992 übernahm Obuchi den Vorsitz des Keiseikai, einer der großen Faktionen der LDP, vom zurückgetretenen Shin Kanemaru. Die Obuchi-Faktion wurde zwar 1993 durch den Austritt von Tsutomu Hata und seinen Anhängern stark geschwächt, durch den auch die LDP die Unterhausmehrheit verlor. Sie konnte aber bereits 1996 wieder die Führung in der Partei übernehmen und mit Ryūtarō Hashimoto den Parteivorsitzenden und Premierminister stellen. 1997 ernannte Hashimoto Obuchi zum neuen Außenminister, als welcher er in den Verhandlungen mit Russland über die japanischen Ansprüche auf den Kurilen sowie in den Verhandlungen über die Vereinigung Koreas involviert war.
Als Hashimoto nach der verlorenen Oberhauswahl 1998 zurücktrat, wurde Obuchi am 24. Juli 1998 gegen Seiroku Kajiyama und Jun’ichirō Koizumi zum LDP-Vorsitzenden gewählt und sechs Tage später gegen das Votum des Oberhauses zum Premierminister bestimmt. Während seiner Amtszeit konzentrierte er sich auf zwei Hauptthemen: Die Unterzeichnung eines Friedensvertrages mit Russland und die Wiederbelebung der japanischen Wirtschaft. Seine Lösung zu Letzterem war die Erhöhung der öffentlichen Ausgaben, welche kurzzeitig die Rezession stoppte, aber letztlich wenig gegen die strukturellen Defizite der japanischen Exportwirtschaft ausrichten konnte. Die von ihm angestrengte Politik der Deflationsbekämpfung blieb ebenfalls weit unter ihren Erwartungen, wodurch die Lohnentwicklung im Land stark beeinträchtigt wurde. Die drastischen Zusatzausgaben im Zuge der Wirtschaftsbelebungsprogramme Obuchis führten außerdem zu einem Ansteigen der Staatsschuld, das erst unter Jun’ichirō Koizumi wieder teilweise gebremst werden konnte. Seine Russlandpolitik wurde bis zu seinem Tod nicht realisiert.
Obuchi erlitt am 1. April 2000 einen Schlaganfall und fiel im Juntendo-Universitätskrankenhaus ins Koma. Er wurde am 5. April durch Yoshirō Mori abgelöst und starb am 14. Mai im Alter von 62 Jahren.
Obuchi hat einen Sohn und zwei Töchter, die jüngere, Yūko Obuchi, ist ebenfalls Politikerin.

## Auszeichnungen
- 1999: Großes Goldenes Ehrenzeichen am Bande für Verdienste um die Republik Österreich[1]